# Università di Porto Rico
L'Università di Porto Rico (in spagnolo Universidad de Puerto Rico, abbreviata in UPR), fondata nel 1903, è il principale sistema universitario pubblico di Porto Rico ed è di proprietà del governo portoricano. È composta da 11 campus distribuiti su tutta l'isola e offre una vasta gamma di programmi di laurea, post-laurea e dottorato in numerosi settori accademici, tra cui scienze, ingegneria, arte, medicina, giurisprudenza e scienze sociali.
L'UPR è un'importante istituzione educativa che svolge un ruolo centrale nella formazione professionale, nella ricerca scientifica e nel progresso culturale e sociale di Porto Rico. Essa è anche un centro di ricerca di prestigio in ambiti come la biomedicina, la tecnologia e l'ambiente, e collabora con istituzioni internazionali in vari progetti di ricerca.
La lingua principale di insegnamento è lo spagnolo, sebbene alcuni programmi possano essere offerti anche in inglese. L'università è riconosciuta per il suo impegno nell'educazione e nel miglioramento delle opportunità accademiche per gli studenti di tutta l'isola e della diaspora porto-riquena.

## Curiosità
È riconosciuta in tutto il mondo per la sua eccellenza educativa e produttività scientifica, ed è anche un motore di sviluppo socioeconomico attraverso la formazione di imprenditori e la costruzione dell’ecosistema di innovazione e imprenditorialità con il maggiore impatto sull’isola e nei Caraibi.
Sviluppa anche il 90% della ricerca generata attraverso sovvenzioni di agenzie ed enti federali, come la NSF, i NIH e la NASA.

## Struttura
L'università è composta da otto sedi distaccate e tre campus:
- Campus di Mayagüez
- Campus di Río Piedras
- Campus di scienze mediche a Río Piedras

## Storia
È stata fondata nel 1903 come Escuela Normal Insular, e si stabilì nella città di Fajardo, con lo scopo di preparare e formare insegnanti destinati a servire nel sistema educativo pubblico, fondato per legge quando si è verificato il cambio di sovranità dalla Spagna agli Stati Uniti. L'anno successivo, la Escuela Normal Insular si trasferì a Río Piedras su iniziativa del dottor Martín G. Brumbaugh, primo Commissario della Pubblica Istruzione. Quando fu creata l'omonima università, la Escuela Normal Insular divenne il Departamento de Normal. Nel corso del tempo, il departamento divenne l'istituzione universitaria oggi conosciuta come Campus di Río Piedras, l'entità educativa che alla fine divenne il sistema pubblico di istruzione superiore.
1908: Il governo degli Stati Uniti concesse aiuti finanziari all'UPR come parte del Morrill-Nelson Act, convertendo l'università in un istituto di concessione di terreni. Con questi nuovi fondi, nel 1911 fu fondata a Mayagüez la Facoltà di Agraria, che, un anno dopo, fu chiamata Facoltà di Agraria e Arti Meccaniche (CAAM).
1966: Viene firmata una legge comunemente conosciuta come "Legge sull'Università", che ne regola la ristrutturazione. Questa legge apporta le seguenti importanti modifiche:
- Concede completa autonomia alla Scuola di Medicina, convertendola nel Campus di Scienze Mediche.
- Concede completa autonomia ai campus di Río Piedras e Mayagüez. Quest'ultimo è noto come Campus Universitario Mayagüez (RUM), nome che conserva tutt'ora. Díaz González definisce l'autonomia come "la capacità che possiedono alcuni organi dello Stato di autogovernarsi e di stabilire le proprie leggi".
- Fornì all'Università un consiglio di amministrazione che chiamò Consiglio dell'Istruzione Superiore.

Dal 1962 al 1967: Sotto l'amministrazione delle scuole regionali di Arecibo, Cayey e Humacao.
1969: La scuola regionale di Cayey diventa ufficialmente autonoma e nasce quella di Ponce.
1970: Nasce la scuola regionale di Bayamón.
1972: Nasce la scuola regionale di Aguadilla.
1973: Nasce la scuola regionale di Carolina.
1978: Nasce la scuola regionale di Utuado, UPRU 1992, e la scuola regionale di Aguadilla diventa autonoma.
1993: Attraverso la Legge Numero 17, le funzioni di accreditamento degli istituti di istruzione superiore pubblici e privati a Porto Rico sono state separate dalle funzioni corrispondenti al governo dell'Università; funzioni svolte dal Consiglio dell'Istruzione Superiore. Viene creato il Consiglio di fondazione, che diventa il nuovo organo di governo dell'Università di Porto Rico.
1998: La scuola regionale di Bayamón ottiene la sua autonomia.
2010: Secondo la prestigiosa classifica Iberoamericana SIR 2010, l'Università di Porto Rico (UPR) occupava la posizione numero 34 su un totale di 607 istituti di istruzione superiore dell'Iberoamerica. Lo studio ha inoltre rivelato che l'UPR si colloca al 15° posto nella lista dei 489 istituti di istruzione superiore con la maggiore attività di ricerca scientifica in America Latina e nei Caraibi. L'UPR era l'unica istituzione dell'istruzione superiore dell’isola che occupava un posto privilegiato nella classifica SIR Iberoamericana 2010, ha riferito il presidente dell'UPR, José Ramón de la Torre. Il Ranking Iberoamericano SIR 2010 si presenta come uno strumento di analisi e valutazione dell'attività di ricerca degli Istituti di Istruzione Superiore in Iberoamerica. La classifica comprende tutte le università iberoamericane che hanno prodotto qualche comunicazione scientifica durante l'anno 2008. Per queste istituzioni sono stati analizzati i dati di pubblicazione e citazione corrispondenti al periodo 2003-2008. Per i dati citazionali sono state analizzate tutte le pubblicazioni nel mondo nel periodo stabilito. Per redigerlo sono state analizzate le pubblicazioni scientifiche incluse nell’indice delle citazioni Scopus prodotto da Elsevier. Scopus è il più grande database scientifico al mondo con più di 20mila pubblicazioni scientifiche, tra cui più di 17mila riviste "per review", libri e atti di convegni. L'Ibero-American SIR Ranking 2010 è stato realizzato dal prestigioso GRUPPO SCIMAGO, riconosciuto a livello mondiale per i suoi studi relativi all'analisi della qualità della ricerca negli istituti di istruzione superiore nel mondo.
Nel 2010 lo sciopero ha paralizzato undici sedi. Ci si aspettava che gli studenti si opponessero all'imposizione di una tassa di 800 dollari e ad altri tagli.
Nel 2017, gli studenti hanno organizzato la Gran Hulega (sciopero) contro i tagli al bilancio dell’UPR imposti dal Consiglio di controllo fiscale.
A settembre l’impatto dell’uragano Maria ha causato danni per un totale di 118 milioni di dollari.

## Le unità
L'università è composta da undici unità. Solo tre delle sue unità detengono il rango di campus, essendo i campus di Río Piedras, Mayagüez e Ciencias Médicas.

### Università di Porto Rico ad Aguadilla (UPRAG)

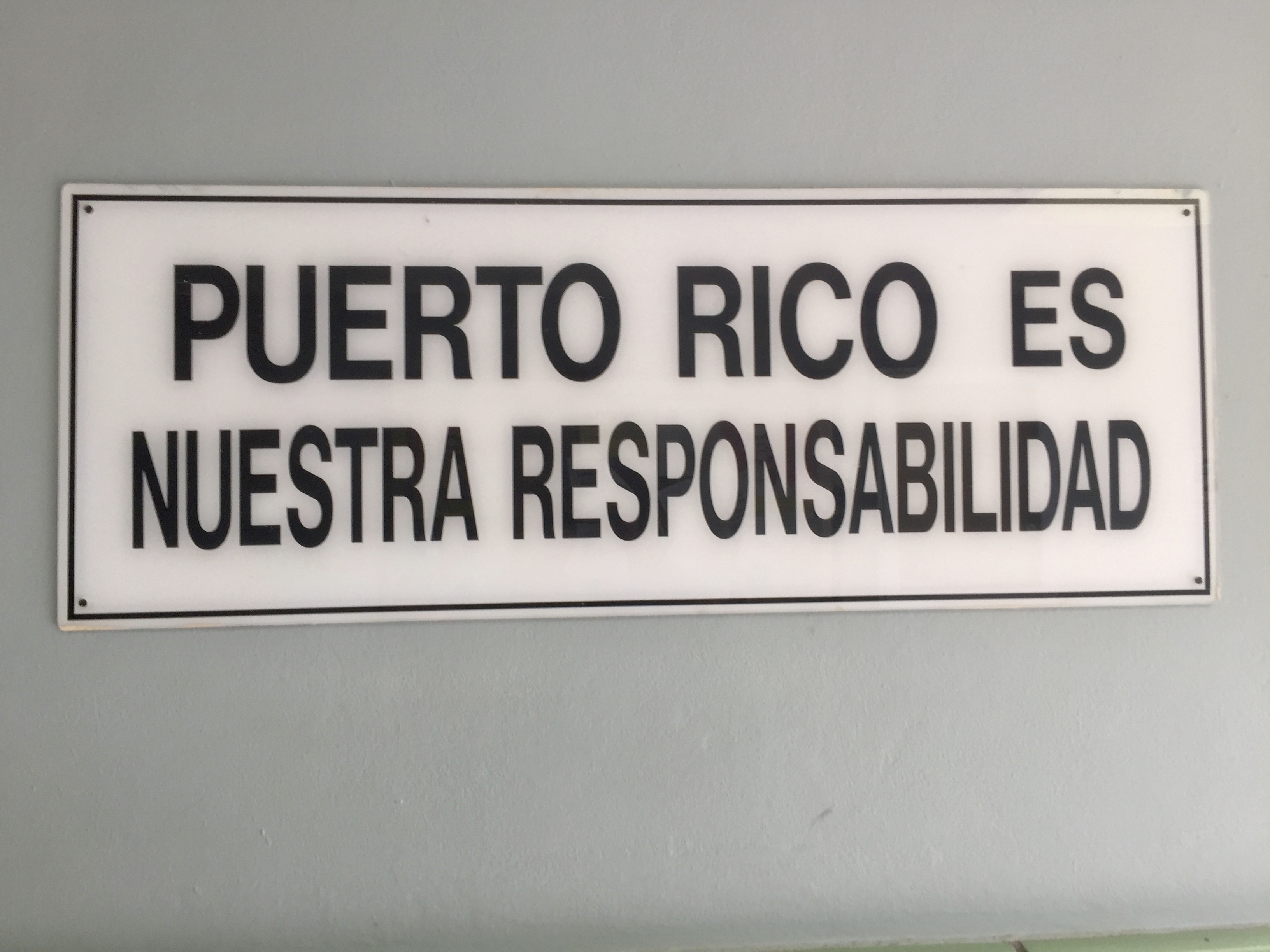
Cartello del dipartimento di scienze umane di Aguadilla

L'UPRAG è stata fondata nel 1972 con un'iscrizione di 397 studenti e un corpo docente di 26 professori. Per l'anno accademico 2008-2009 gli iscritti sono stati 3.036 studenti e un corpo docente di 183 professori. L'83% degli studenti proviene dalla regione nordoccidentale di Porto Rico e la maggioranza (90%) studia a tempo pieno. Il College iniziò le sue attività in un edificio situato in Avenida Yumet Méndez nella città di Aguadilla, ma nel 1975 si trasferì nelle sue attuali strutture presso la vecchia Base Ramey. Il campus occupa circa 10 acri di terreno e dispone di strutture su diversi livelli che ospitano le sue strutture.

### Università di Porto Rico ad Arecibo (UPRA)
L'UPRA è stata fondata nel 1967 con il nome di Colegio Regional de Arecibo. Iniziò l'attività nell'agosto dello stesso anno con l'iscrizione di 515 studenti e un corpo docente di 28 insegnanti. Nel 1974 furono inaugurate le strutture attuali, che si trovano su una proprietà di oltre 50 acri nel quartiere di Hato Abajo, Settore Hoyo Los Santos, Carretera 653, km 0,8, Arecibo, Porto Rico. Nello stesso anno, il College è stato accreditato per la prima volta dalla Middle States Commission on Higher Education (MSCHE).

### Università di Porto Rico a Bayamón (UPRB)
L'UPRB è la terza unità per numero di studenti iscritti, poiché conta più di 4.189 studenti. Si trova sulla Highway 174 #170 a sud della scuola professionale Tomás C. Ongay nella zona industriale di Minillas. Vengono offerti programmi di maturità e programmi di trasferimento in cui gli studenti completano i primi due anni di studi di base e poi si trasferiscono in altre unità dell'Università di Porto Rico per completare il diploma di maturità.

### Università di Porto Rico a Carolina (UPRC)
L'UPRC iniziò la sua attività il 23 settembre 1974 sotto l'amministrazione dei collegi regionali, attraverso la certificazione n. 71 (1973-74) del Consiglio dell'Istruzione Superiore. Il Collegio ha iniziato le sue funzioni con un calendario accademico trimestrale, che divide l'anno accademico in tre periodi consecutivi di dodici (12) settimane ciascuno, rivelandosi l'unico nel sistema dell'Università di Porto Rico. Situata in una zona altamente sviluppata di Carolina, soddisfa principalmente le esigenze educative e professionali della regione nord-orientale di Porto Rico, che comprende i comuni di Carolina, Trujillo Alto, Canóvanas, Río Grande, Loíza, Fajardo, Vieques e Culebra. Attualmente conta un corpo docente di 200 professori e circa 232 dipendenti nell'area amministrativa. L'istituzione ha registrato un forte aumento della domanda per i suoi programmi. La facoltà, nella riunione del 17 settembre 1997, ha espresso la propria determinazione a diventare un'unità autonoma all'interno della categoria delle unità istituzionali dell'Università di Porto Rico. Ciò è entrato in vigore il 1 luglio 1999, istituendo questa unità con il nome di Universidad de Puerto Rico en Carolina.

### Università di Porto Rico a Cayey
Fondata nel 1967 come scuola regionale sul sito di un ex campo militare, è diventata collegio universitario nel 1969 e ha acquisito autonomia il 2 aprile 1982 con delibera del Consiglio dell'Istruzione Superiore.
L'UPR-Cayey si distingue per essere l'unico campus universitario specializzato in arti liberali nei Caraibi. Possiede il Museo Dr. Pío López Martínez, che si distingue per l'esposizione di numerose opere del famoso pittore cayeiano Ramón Frade.

### Campus di Scienze Mediche (RCM)
L'RCM (Recinto de Ciencias Médicas) contiene sei scuole sanitarie professionali tra cui: Scuola di Sanità Pubblica, Scuola delle Professioni Sanitarie, Scuola di Medicina, Scuola di Farmacia, Scuola di Infermieristica e Scuola di Odontoiatria. Una delle offerte formative della Scuola delle Professioni Sanitarie è il Master in Gestione dell'informazione sanitaria.

### Università di Porto Rico a Humacao (UPRH)
Fondata nel 1962, ha il curriculum più vario in scienze biologiche e ha due programmi di baccalaureato unici a Porto Rico. Si tratta di Biologia e cura della fauna selvatica e Biologia marina costiera. Sono inoltre coperti i titoli di studio in Microbiologia e Biologia Generale. Altre aree di studio sono fisica, chimica, matematica, amministrazione dei sistemi per ufficio, amministrazione aziendale, comunicazioni, lavoro sociale, tra gli altri. La sua iscrizione supera i 3.000 studenti nel 2018.

### Università di Porto Rico a Mayagüez (UPRM)
Il campus è il secondo più grande del sistema universitario pubblico di Porto Rico ed è riconosciuto per il suo motto "Antes, Ahora Y Siempre... ¡Colegio!" (Prima, ora e sempre... Scuola!). Il campus è accreditato dalla Commissione degli Stati medi per l'istruzione superiore. Il campus è diviso in quattro facoltà: Scienze Agrarie, Lettere e Scienze, Ingegneria e Economia Aziendale. L'UPRM ha laureato 87.016 studenti.

### Università di Porto Rico a Ponce (UPRP)
L'UPRP è stata inaugurata il 23 agosto 1970, in conformità con la Legge 75 del 19 giugno 1961. Il suo corpo docente iniziale era di 24 professori e 361 studenti, provenienti dai diversi comuni della Regione Sud del programmi di maturità offerti da Ponce. La ristrutturazione della Biblioteca è iniziata nell'aprile 2006, e sarà completata nell'aprile 2007. L'università è venuta a prendere piede con un nuovo accesso, strada e parcheggio sul lato ovest adiacente a Plaza del Caribe. In quell'anno accademico furono delineati anche la Missione Istituzionale e il relativo Piano Strategico 2006-2010. Inoltre, l'Ufficio di Controllo di Porto Rico ci ha distinto nel suo nuovo Programma di Prevenzione-Anti-Corruzione, oltre al Programma di Criteri di Eccellenza, con una valutazione del 100%.
Nelle Giostre della Lega Atletica Interuniversitaria di Porto Rico del 2013, Brian Daniel Martínez ha ottenuto la prima medaglia nell'atletica leggera per questa unità istituzionale. Conquistando la medaglia di bronzo nei 10.000 metri maschili.

### Università di Porto Rico a Río Piedras (UPRRP)

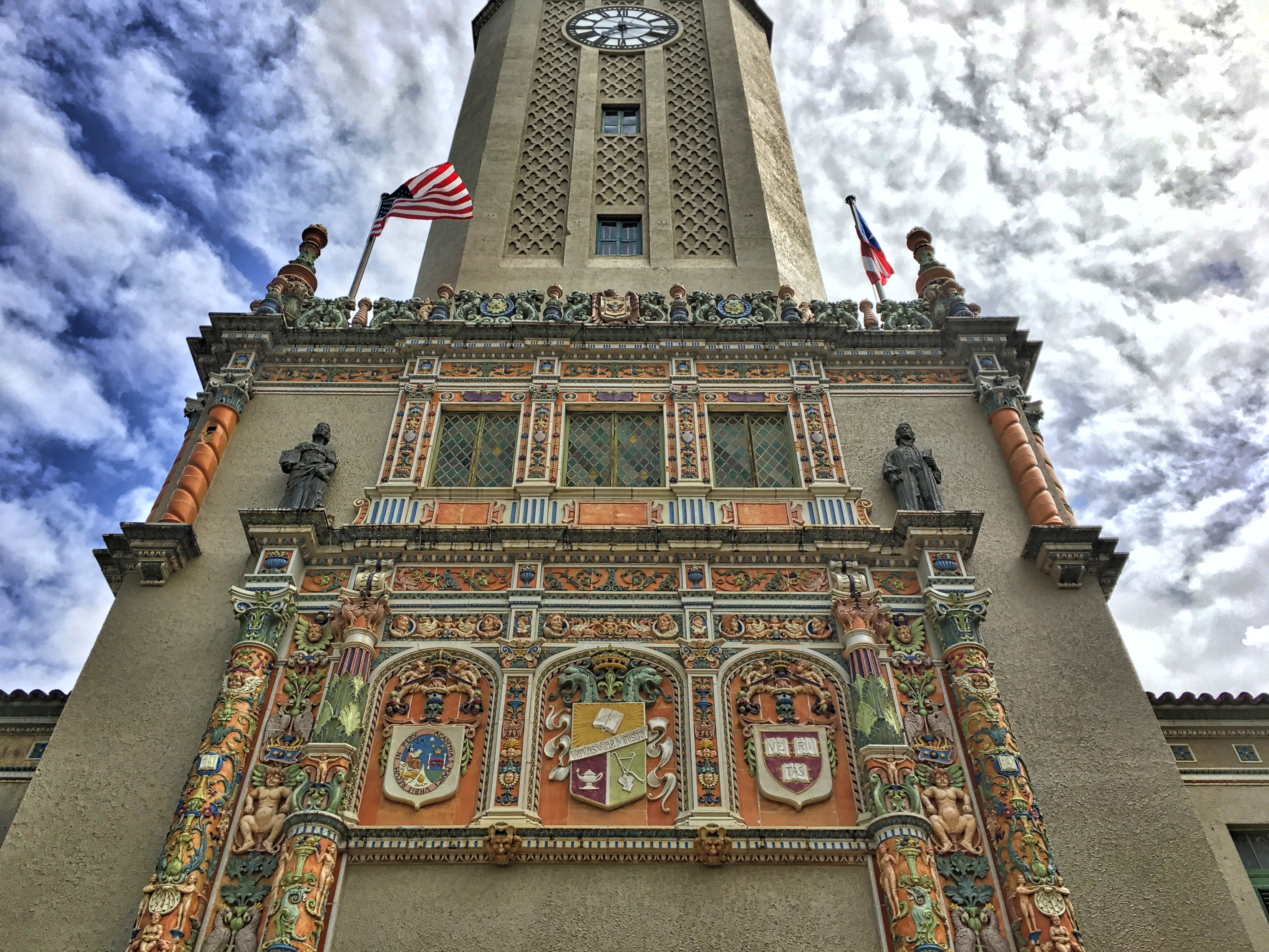
La "Torre dell'Orologio" comprende gli scudi dell'Università di Harvard (a destra) e dell'Università di San Marcos (a sinistra), pur essendo queste le università più antiche degli Stati Uniti e dell'America, rispettivamente.

Campus più grande dell'isola, ha dipartimenti di giurisprudenza, architettura, scienze naturali, scienze sociali, studi umanistici, belle arti, comunicazione, istruzione e così via, proprio come i programmi di laurea. Le squadre di atletica maschile sono i Gallitos e le squadre femminili sono le Jerezanas. È il primo centro didattico del paese, fondato nel 1903. Il suo simbolo per eccellenza è la Torre che si collega con l'Avenida Universidad. Dispone di una stazione del Tren Urbano accessibile (Estación Universidad).
È composto da 12 collegi: le facoltà di Scienze della Formazione, Lettere, Studi Generali, Scienze Naturali, Scienze Sociali e Economia Aziendale; e le scuole di Architettura, Comunicazione, Laurea in Giurisprudenza, Laurea in Scienze e Tecnologie dell'Informazione (già Biblioteconomia), Laurea in Pianificazione e Divisione di Formazione Continua e Studi Professionali (DECEP).

### Università di Porto Rico a Utuado (UPRU)
È un'istituzione educativa che concentra i suoi sforzi nel soddisfare le esigenze della regione che serve. La sua missione è offrire istruzione universitaria ai residenti della regione centrale, con particolare attenzione ai programmi agricoli. Tuttavia, vengono offerti anche diplomi associati in amministrazione aziendale e sistemi per ufficio, programmi di trasferimento nei settori della pedagogia, scienze naturali, scienze sociali e agricoltura generale e diplomi di maturità in sistemi per ufficio, amministrazione aziendale, istruzione elementare e agricoltura sostenibile. Attualmente conta 240 studenti iscritti. È il campus con il minor numero di studenti nel sistema universitario.